# Radisson
Pour les articles homonymes, voir Radisson (homonymie).
Radisson est un village de la municipalité québécoise d'Eeyou Istchee Baie-James en Jamésie, dans la région administrative du Nord-du-Québec.
Construite dans le cadre des travaux de la première phase du projet de la Baie James pour héberger les cadres de la Société d'énergie de la Baie James et des entrepreneurs chargés des travaux, elle se trouve cinq kilomètres de la centrale hydroélectrique Robert-Bourassa. Le propriétaire des installations, la société d'État Hydro-Québec, est d'ailleurs le principal employeur de la localité, qui compte par ailleurs quelques commerces, des bureaux gouvernementaux et un secteur touristique qui se développe depuis les années 1990.

## Toponymie
Radisson est nommé en l'honneur de Pierre-Esprit Radisson, un explorateur français qui établit le commerce des fourrures entre l'Europe et la région de la baie James en fondant la Compagnie de la Baie d'Hudson en 1670,.

## Géographie

### Situation
Radisson est située approximativement à mi-chemin entre Montréal (au sud du Québec) et le village inuit de Salluit dans l'Arctique (à l'extrême-nord du Québec).

Le village est bâti sur la rive sud de la Grande Rivière et se trouve à quelques kilomètres seulement de la limite sud du district arctique québécois du Nunavik.  

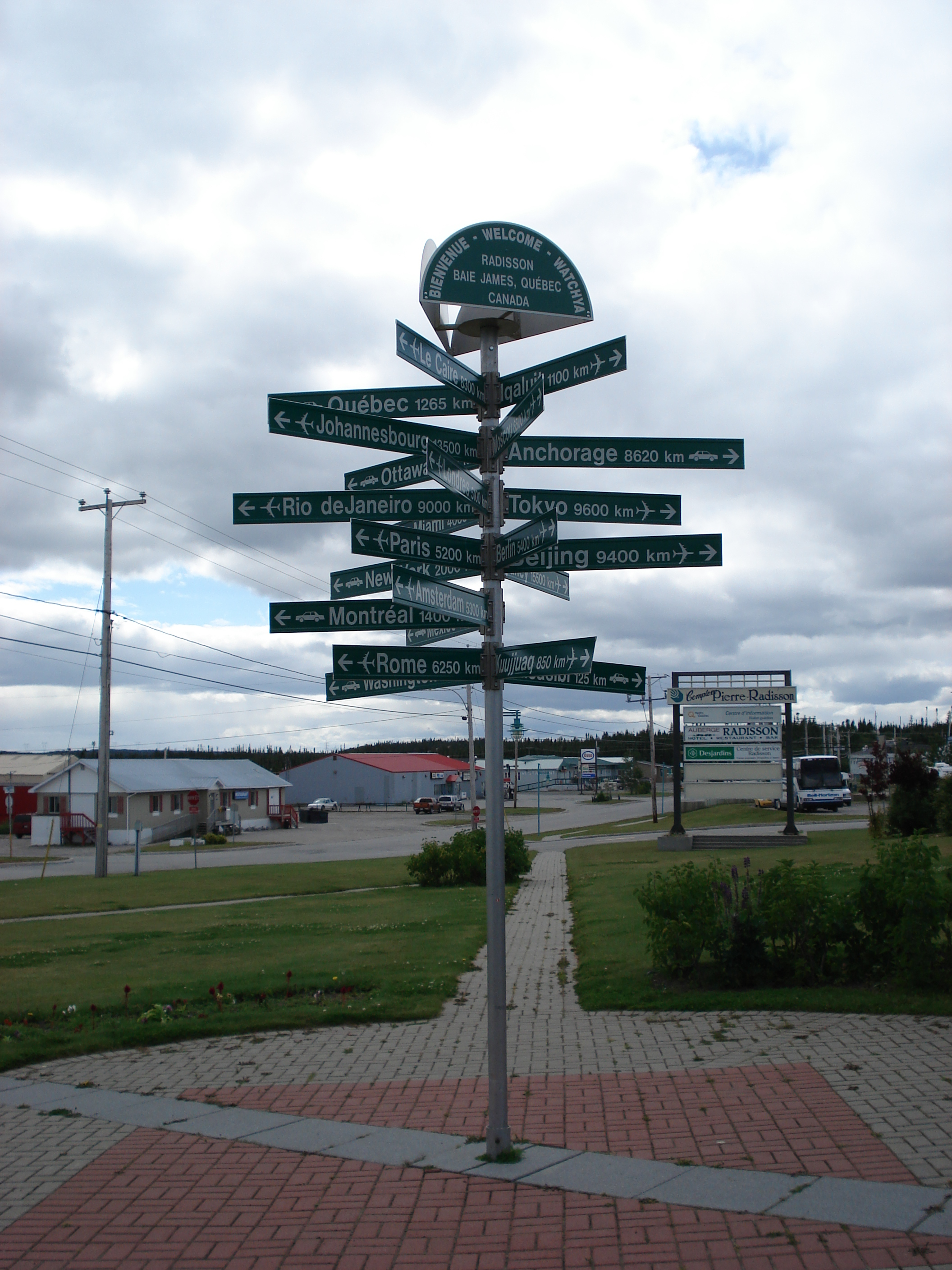
Panneau d'indication montrant les distances séparant Radisson d'autres villes du monde

La localité de Radisson est la communauté francophone la plus au nord du Québec, de toute l'Amérique et du monde ; elle est également, au Québec, la seule communauté non autochtone au nord du 53e parallèle.
La communauté la plus proche de Radisson se trouve à une centaine de kilomètres : il s'agit du village autochtone cri de Chisasibi, à 100 km à l’ouest de Radisson et à 10 km de la baie James tout près de l’embouchure de la Grande Rivière. Ainsi, un Radissonien qui souhaiterait utiliser en été la voie fluviale pour rejoindre Chisasibi pourrait théoriquement utiliser une barque et atteindre l'autre ville en quelques heures via la Grande Rivière, mais ce serait sans compter les barrages hydro-électriques de cet immense fleuve ainsi que les très forts courants qui le parcourent et rendent ce voyage très difficile.

### Hydrographie

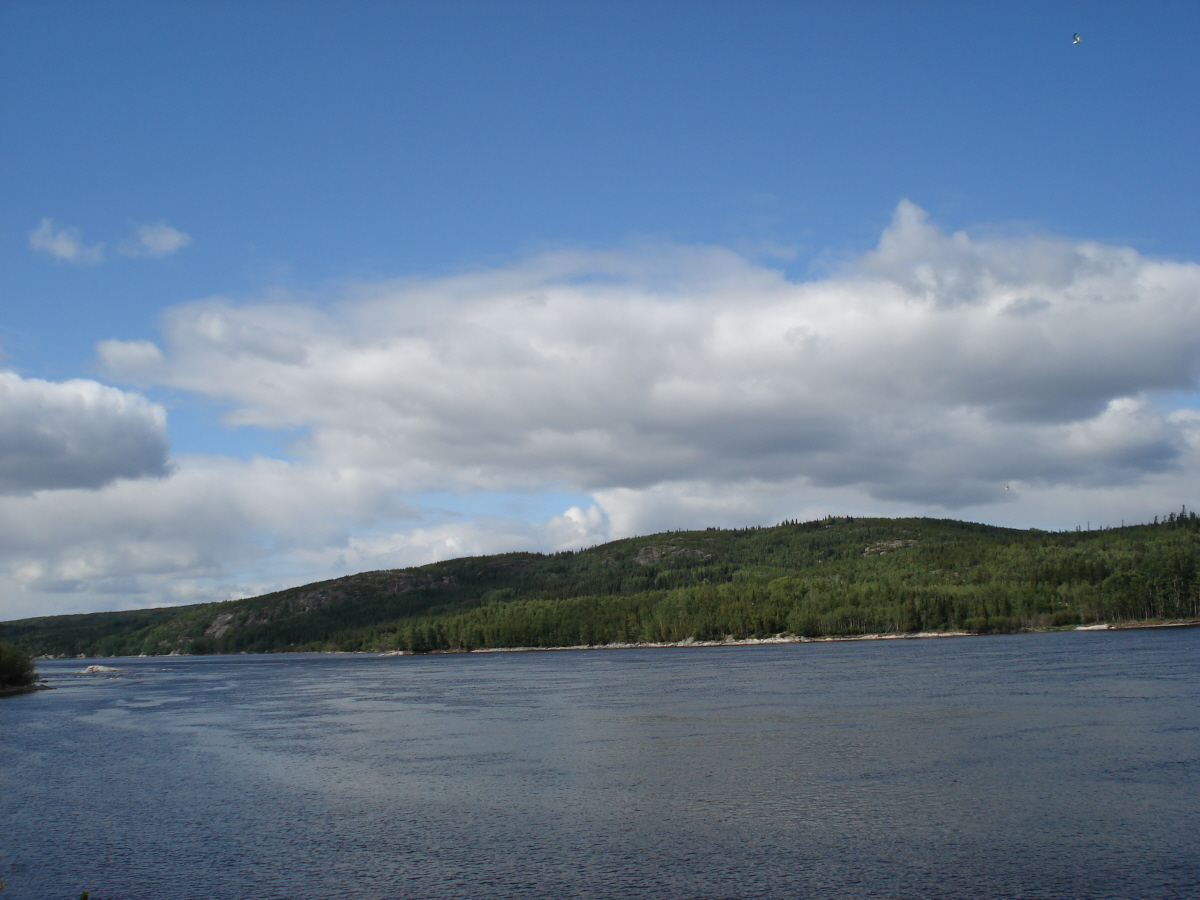
La Grande Rivière à proximité de Radisson

### Climat
Le climat à Radisson est de type subarctique. Selon la classification Köppen-Geiger, le village est situé dans une zone climatique continentale froide sans saison sèche avec des étés courts et frais (Dfc).
| Mois                              | jan.  | fév.  | mars  | avril | mai  | juin | jui. | août | sep.  | oct. | nov. | déc.  | année |
| --------------------------------- | ----- | ----- | ----- | ----- | ---- | ---- | ---- | ---- | ----- | ---- | ---- | ----- | ----- |
| Température minimale moyenne (°C) | −28   | −27,3 | −20,7 | −10,6 | −1,6 | 4,2  | 8    | 7,6  | 3,8   | −1,5 | −9,1 | −19,9 | −7,9  |
| Température moyenne (°C)          | −23,2 | −21,6 | −14,5 | −5    | 4,3  | 10,8 | 14,2 | 13,1 | 8,1   | 1,7  | −6,1 | −16   | −2,9  |
| Température maximale moyenne (°C) | −18,5 | −15,9 | −8,2  | 0,6   | 10,3 | 17,3 | 20,4 | 18,6 | 12,3  | 4,8  | −3,1 | −12   | 2,2   |
| Précipitations (mm)               | 30,9  | 21,9  | 29,4  | 32,7  | 39   | 65,3 | 78,5 | 91,1 | 110,6 | 87,3 | 67,7 | 42,6  | 697,2 |
| dont pluie (mm)                   | 0,1   | 1,2   | 3,4   | 12,7  | 27,9 | 62,6 | 48,5 | 91   | 106,9 | 56,2 | 11,6 | 1,7   | 453,8 |
| dont neige (cm)                   | 33,1  | 23    | 28,6  | 21    | 11,9 | 2,6  | 0    | 0,1  | 4     | 32,4 | 60,3 | 44,4  | 261,3 |

## Démographie
En 2021, la population de Radisson est de 203 habitants, chiffre en baisse de 20 % par rapport aux années 1990. En plus des habitants permanents, une centaine de travailleurs d’Hydro-Québec y résident sur une base temporaire. Au plus fort de la période de construction, en 1977, la localité comptait près de 2 000 habitants. Durant cette période, plus de 35 nationalités et 12 religions différentes se côtoient à Radisson puisque la réalisation du projet de la Baie-James nécessite l'embauche de spécialistes à l'international.

## Transports

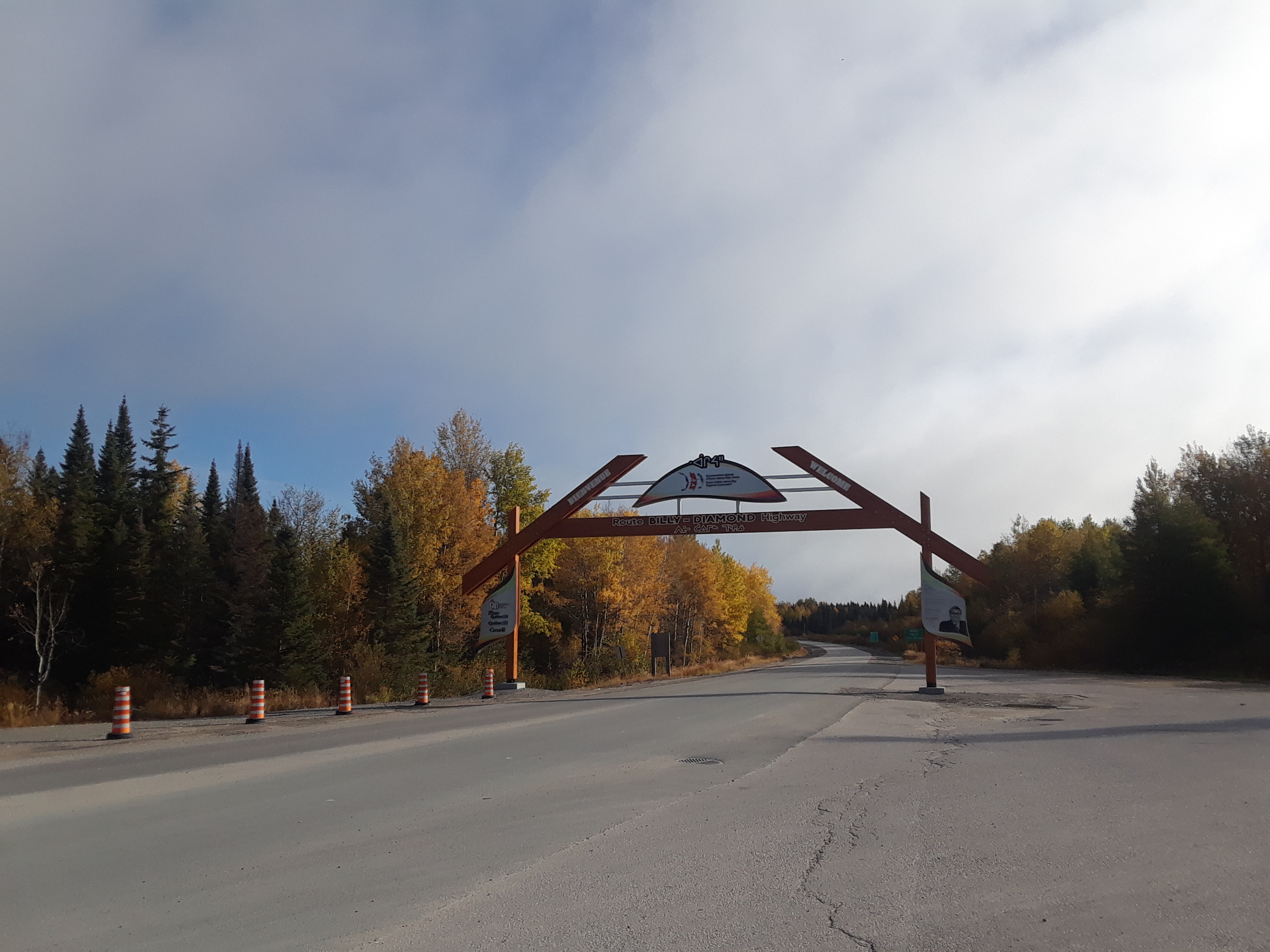
Entrée de la route Billy-Diamond, Matagami, 2022.

Radisson se situe à 620 kilomètres au nord de Matagami. Il est accessible par divers moyens de transports :
- par la route en empruntant la Route Billy-Diamond, qui a été construite afin de permettre la construction de la première phase du projet de la Baie James au milieu des années 1970 ; elle traverse 600 km de territoires nordiques avant d'atteindre cette localité. Radisson est le « terminus » nordique (côté nord-ouest) des routes québécoises dans le Grand-Nord ;
- par avion, via l’aéroport de Radisson - Grande-Rivière, qui se trouve à 30 km de la ville.

À l’est de Radisson, la route Transtaïga permet de se rendre au réservoir de Caniapiscau.

## Histoire

### Avant le village
L'explorateur Albert Peter Low est passé dans la région actuelle de Radisson lors de sa seconde expédition en 1888 par la rivière la Grande avant de monter vers Whapmagoostui.

### Fondation du village

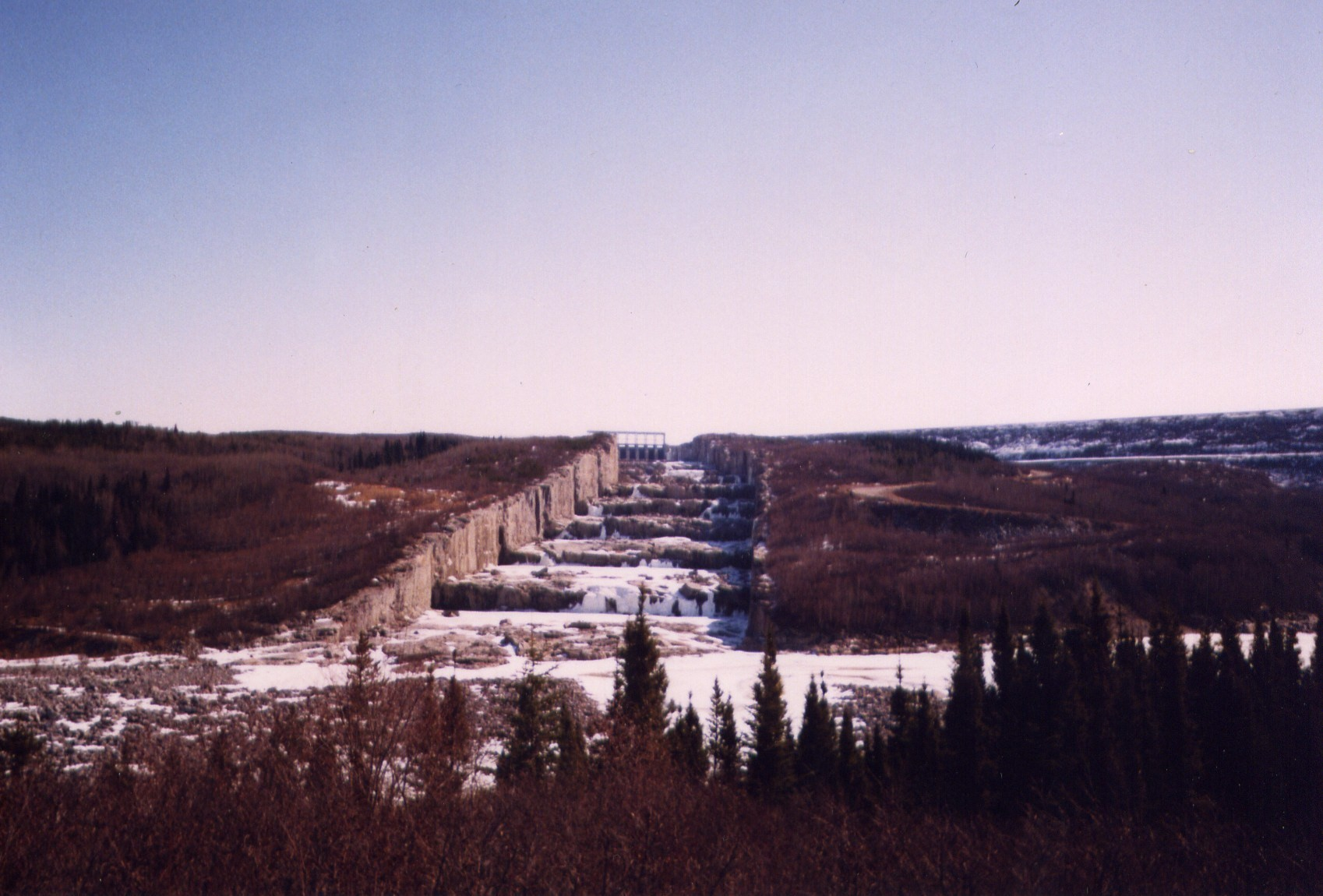
Évacuateur de crues du barrage LG-2, 2002.

Radisson, fondée en 1974, est au départ d'un camp destiné à accueillir les cadres mariés et administrateurs de la Société d'énergie de la Baie-James (SEBJ), œuvrant à la phase 1 des chantiers hydro-électriques de la Baie-James. Contrairement aux camps Sakami (La Grande-3), Keyano (La Grande-4), Les Mélèzes (détournement EOL) et Duplanter (réservoir de Caniapiscau), le village de Radisson « a été considéré, dès le départ, comme le chef-lieu du territoire de la Baie James en vue de toute forme de développement de la région ». Contrairement à ceux-ci aussi, le village, à sa fondation, n'est pas sous la responsabilité d'Hydro-Québec, mais relève plutôt de la Société de développement de la Baie-James (SDBJ), qui est aussi, à l'époque, chargée de l'administration de la Municipalité de la Baie-James et du développement du territoire.
Lors de la phase 1 du projet de la Baie-James, la création de villages familiaux avait un objectif clair de recruter du personnel cadre expérimenté et compétent pour construire les installations du complexe hydro-électrique. Consciente de l'impopularité d'une telle mesure auprès du reste du personnel, vivant dans des campements et loin de leurs familles, le maître d'œuvre explique que les emplois occupés par les cadres présentent un caractère de continuité et de permanence et que ce personnel peut être en poste pour plusieurs années, ce qui n'est pas le cas avec les autres travailleurs, dont le statut est saisonnier ou cyclique. Donc, la plupart des femmes qui habitent alors le village de Radisson ont soit un conjoint ou un père qui est cadre. Quant aux femmes cadres, il faut attendre un rapport de la Commission des droits de la personne pour qu'elles obtiennent elles aussi le droit d'habiter Radisson avec leurs conjoints et familles.
Les premières familles arrivent au campement Radisson à l'automne 1974, où 130 unités d'habitation réparties autour de 4 îlots circulaires sont mises à leur disposition. Ce premier noyau forme le quartier temporaire Joliet, et inclut une école et un magasin général. L'année suivante, le quartier permanent Des Groseilliers est fondé. 125 maisons sont construites, de même qu'un centre-ville composé d'un cinéma, un centre récréatif, des commerces, une mercerie et une succursale bancaire. Le fait de créer un quartier temporaire aux côtés d'un quartier permanent permet de ne pas dédoubler les service d'aqueduc ou encore de traitement des eaux usées. En 1978, au plus fort de la construction de l'aménagement Robert-Bourrassa, la communauté compte 3000 habitants. Les citoyens de Radisson doivent néanmoins payer un loyer à la SDBJ, mais, en retour, ils jouissent d'un plus grand confort que ceux qui vivent dans les roulottes du campement.  Par exemple, Radisson possède alors une station de ski avec remonte-pente et dont les pistes sont éclairées.
La fin de la phase 1 du projet de la Baie-James mène toutefois à une diminution importante de la population, qui compte moins de 1000 habitants en 1987. Selon les plans prévus par la SDBJ, le village de Radisson aurait dû être démonté au même titre que les villages de Mélèzes, Sakami, Keyano et Caniapiscau. Hydro-Québec estime alors que le coût serait moindre en transportant les travailleurs nécessaires et de les loger gratuitement que d'entretenir ces villages et de les faire vivre. Néanmoins, en peu de temps, un fort sentiment d'appartenance s'est développé parmi les habitants de Radisson, ce qui poussa plusieurs personnes à rester et à faire perdurer le village. Le 17 octobre 1984, le Conseil des ministres du gouvernement du Québec décide officiellement d'ériger Radisson en municipalité permanente et ouverte. Cette décision entraîne l'envoi de quelques fonctionnaires du gouvernement québécois sur place pour y travailler et y résider. Bien que le tout sera éphémère, cela aide grandement à la vitalité du village à ce moment-là.

### Club Fémina
Devant le déséquilibre hommes-femmes, plusieurs femmes ressentent le besoin d'avoir un lieu en dehors de toute avance masculine et où elles peuvent rencontrer d'autres femmes pour fraterniser. De cette réalité, une idée de taverne discothèque féminine naît à Radisson ; un taverne apparaît alors sur chacun des chantiers de la Baie-James. Sans but lucratif, le club Fémina est réservée aux femmes. Ces dernières peuvent tout de même être accompagnées de leur mari et/ou d'un invité masculin de leur choix. La femme qui invite se porte alors garante de la bonne conduite de son invité. Le fonctionnement permet alors d'approcher davantage l'équilibre hommes-femmes dans l'établissement. Ce même fonctionnement laisse même un pouvoir aux femmes, puisque les hommes, en masses, veulent y être invités et se montrent charmeurs pour arriver à leurs fins. À l'extérieur du club, on peut fréquemment voir des dizaines d'hommes quémander n'importe quelle femme y entrant pour pouvoir entrer.

### Obtention du statut de localité
En 1994, le campement privé administré par la Société de développement de la Baie-James devient une localité incluse au sein de la Municipalité de la Baie-James. Deux ans plus tard, les résidents de Radisson obtiennent le droit d'acquérir leurs terrains et résidences.

### Feux de forêts de 2023
Le 14 juillet 2023, Radisson a reçu l'ordre d'évacuer ses citoyens , en raison des feux de forêts à proximité ainsi que de la fumée présente, par avion vers l'aéroport Montréal-Trudeau. Un feu de forêt de plus d'une million d'hectare, soit la superficie de la Jamaïque, sévit alors près de la localité. Cet incendie forestier est le plus grand jamais enregistré dans l'histoire du Québec.

### 50 ans de Radisson
L'année 2024 marquait le 50e anniversaire de Radisson et la localité a marqué le coup avec une série de célébration, allant de l'inauguration de la turbine 9, des ateliers d'artistes de la région, d'une soirée d'anecdote, d'un spectacle d'humour et au visionnement du documentaire Des nouvelles du Nord de Benoit Pilon.

## Administration
Depuis 2014, Radisson forme une localité, au sens de la Loi instituant le Gouvernement régional d’Eeyou Istchee Baie-James, c'est-à-dire une entité responsable de l'administration territoriale locale. La localité est administrée par un conseil et dirigée par un président. Le président du conseil siège également au gouvernement régional d'Eeyou Istchee Baie-James, et sur le conseil d'administration de l'Administration régionale Baie-James.
En avril 2012, en raison d'une clause à la Loi instituant le Gouvernement régional stipulant qu'il peut y avoir une réévaluation du nombre de siège attitré aux Jamésiens et aux Cris tous les dix ans en fonction de l'évolution démographique, Radisson a demandé le statut de municipalité ainsi qu'une certaine autonomie. Le chef du Grand Conseil Cris de l'époque, Matthew Coon-Come a qualifié la demande de « surprenante et dérangeante » La demande est rejetée par Québec.
Le président actuel de Radisson est Sébastien Lebrun.

## Économie
Hydro-Québec et sa filiale, la Société d'énergie de la Baie-James, constituent les principaux employeurs de la localité de Radisson. Une partie non négligeable de la population travaille dans l’industrie touristique, qui se développe de plus en plus et qui représente, pour beaucoup d'habitants, une voie d'avenir pour la diversification de l'économie locale et pour le développement de la localité. Un poste d'accueil du Centre d'études nordiques de l'Université Laval a été établi dans la localité. Il sert de base pour mener des travaux de terrain dans cette région du Nord québécois.

## Services

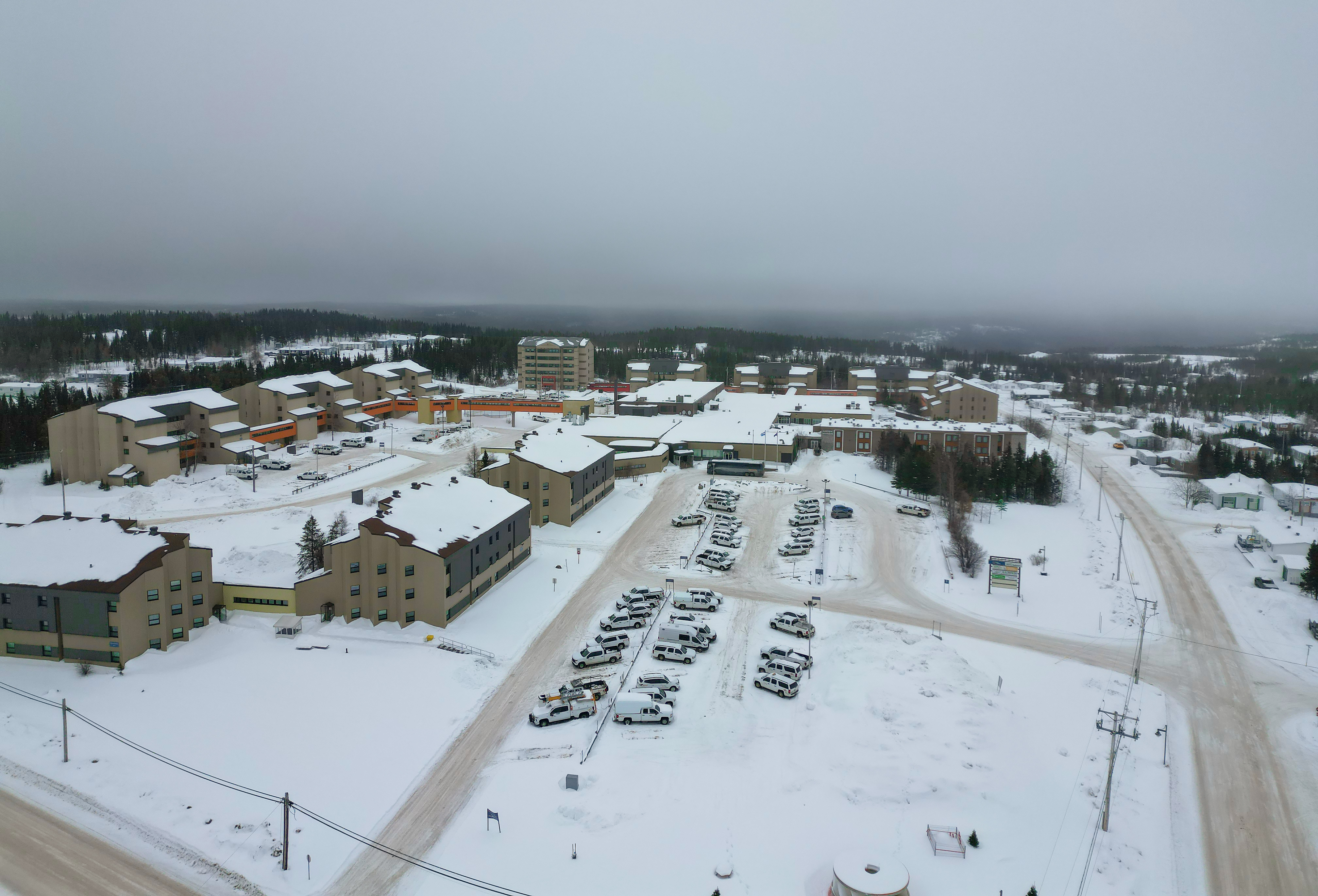
Centre-ville

Malgré son éloignement, Radisson offre une vaste gamme de services à ses résidents et aux touristes. Une station-service, un hôtel, un motel, un camping, un magasin général, une école, une église, un centre hospitalier, des restaurants et des bars ont pignon sur rue dans la localité, sans compter le panel d'activités de plein air que permet un pareil environnement. En été, on peut y pratiquer la randonnée pédestre, la pêche sportive, l'observation de la faune et de la flore, etc. En hiver, la localité permet de pratiquer des activités comme le ski de fond, la motoneige, la raquette, etc. Radisson dispose aussi d'un complexe sportif moderne ainsi que d'une piscine de dimension semi-olympique.
Tant de services pourraient sembler un luxe dans n'importe quelle ville de taille similaire située plus au sud, mais l'isolement géographique de Radisson en plein Grand-Nord québécois, sans aucune autre communauté humaine à 100 km à la ronde, rend utile et presque nécessaire de tels équipements pour la qualité de vie des habitants et des visiteurs.
Une station de radio spécifiquement radissonienne, CIAU-FM 103,1 est diffusée à destination des habitants de la ville. La population a également accès aux principales chaînes de télévision québécoise, dont TVA, Radio-Canada, V et Télé-Québec.
La localité possède une boutique d'art, Art et trésors Inouis regroupant des créations des artistes de la région.

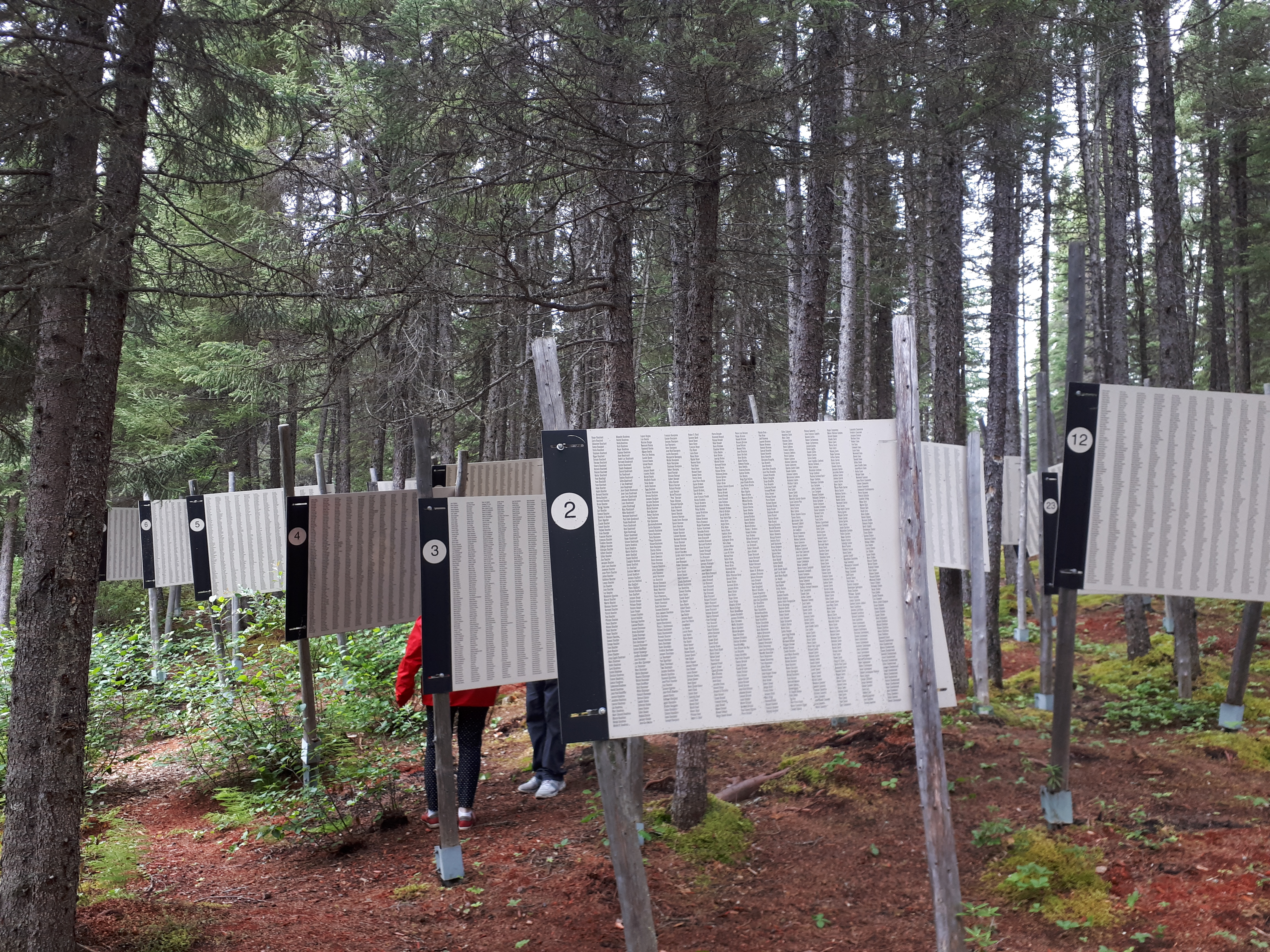
Parc Robert A. Boyd, 2018.

## Attraits
- Parc Robert A. Boyd
- Aménagement hydro-électrique Robert Bourrassa
- Route Billy Diamond

## Personnalités associées
- Stéfanie Thompson, artiste-peintre